# USS Ouellet (FF-1077)
USS Ouellet, następnie Phutthaloetla Naphalai – amerykańska fregata typu Knox, służąca w latach 1970–1993 w Marynarce Wojennej USA pod nazwą USS „Ouellet” (DE-1077, FF-1077), a od 1996 do 2017 roku w marynarce Tajlandii jako „Phutthaloetla Naphalai”, o numerze burtowym: 462. Należała do dwóch fregat tego typu wypożyczonych Tajlandii.

## Historia
USS „Ouellet” był 26. jednostką z długiej serii 46 okrętów typu Knox, zbudowanych w amerykańskich stoczniach dla United States Navy na przełomie lat 60/70 XX wieku z przeznaczeniem do zwalczania okrętów podwodnych. Początkowo były one klasyfikowane jako eskortowce oceaniczne, a od 1975 roku jako fregaty, stąd okręt początkowo otrzymał numer burtowy DE-1077, zmieniony w 1975 roku na FF-1077.
Stępkę pod budowę USS „Ouellet” położono 15 stycznia 1969 roku, a wodowano go 17 stycznia 1970. Otrzymał imię jako pierwszy okręt na cześć marynarza Davida Ouelleta (1944–1967), który podczas wojny w Wietnamie, jako strzelec na łodzi patrolowej PBR-124, 6 marca 1967 roku osłonił ciałem członków załogi przed wybuchem granatu, odznaczonego pośmiertnie Medalem Honoru.

## Opis
Wyporność standardowa okrętów typu Knox była określona na 3011 ts, a pełna na 4260 ts (odpowiednio 3059 i 4328 ton), aczkolwiek w literaturze są spotykane też inne wartości. Długość wynosi 134 m, szerokość 14,3 m, zanurzenie 4,6 m, a maksymalnie 7,8 m z opływką sonaru.
Napęd stanowi jedna turbina parowa z przekładnią Westinghouse o mocy 35 000 shp. Parę zapewniają dwa wodnorurkowe kotły parowe – w przypadku „Ouelleta”, firmy Babcock & Wilcox, o ciśnieniu roboczym 84,4 at i temperaturze pary 510° C. Turbina napędza pojedynczą pięciopłatową śrubę o średnicy 4,57 m. Prędkość maksymalna wynosi 27 węzłów. Zapas paliwa płynnego wynosi 715 ton, co pozwala na zasięg 4000 Mm przy prędkości 22 węzły lub 4900 Mm przy 15 w. Okręt ponadto zabiera 35 t paliwa lotniczego.
Załoga fregat typu Knox początkowo liczyła 245 ludzi, w tym 17 oficerów, następnie 283 ludzi, w tym 22 oficerów, a pod koniec służby w USA 288 ludzi, w tym 17 oficerów. W służbie tajlandzkiej roczniki flot podają również 288 ludzi, w tym 17 oficerów.

### Uzbrojenie i wyposażenie

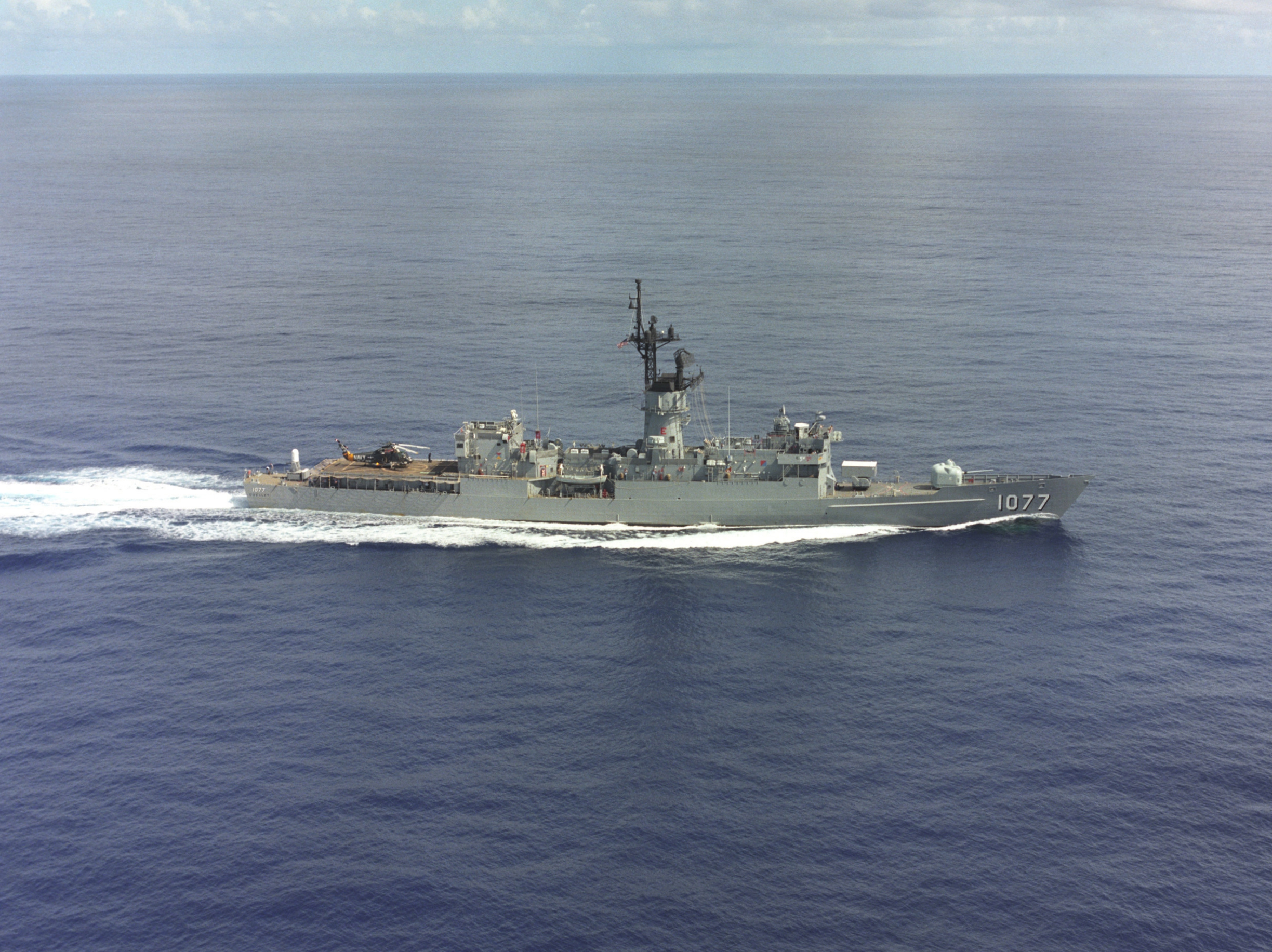
USS „Ouellet” w 1987.

Uzbrojenie artyleryjskie składa się z tylko jednej automatycznej armaty uniwersalnej kalibru 127 mm (5 cali) Mk 42 Mod. 9 o długości lufy 54 kalibrów (L/45). Długość lufy wynosi 6858 mm, kąt podniesienia lufy od -10° do +85°, a prędkość podniesienia 25°/s. Armata strzela pociskami o masie 31,75 kg z maksymalną prędkością wylotową 807 m/s. Donośność sięga 23 700 m, a do celów powietrznych 14 800 m. Zapas amunicji wynosi 600 pocisków. Szybkostrzelność wynosi do 20 strzałów na minutę. Armata jest zdalnie kierowana, a rezerwowo można prowadzić ogień do celów morskich z wieży.
Zasadniczym uzbrojeniem okrętów służącym do zwalczania okrętów podwodnych jest ośmioprowadnicowa kontenerowa obrotowa wyrzutnia Mk 16 rakietotorped RUR-5 ASROC, umieszczona między wieżą działa a nadbudówką. Wystrzeliwała rakietotorpedy przenoszące samonaprowadzające się torpedy Mk 44 Mod. 1, Mk 46 Mod. 2 lub Mk 46 Mod. 5, a w końcowym okresie służby tylko te ostatnie. Zasięg strzału wynosił do 9,1 lub 14 km (według innych źródeł, do 10 km). Zapas amunicji wynosi 16 rakietotorped. Dwie prowadnice następnie dostosowano do odpalania pocisków przeciwokrętowych RGM-84 Harpoon o zasięgu do 130 km (nie są używane w służbie meksykańskiej). Uzbrojenie przeciwpodwodne uzupełniają cztery stałe wyrzutnie lekkich torped kalibru 324 mm w ścianach nadbudówki na śródokręciu, strzelające po dwie na każdą z burt. Okręty przenoszą 22 torpedy Mk 46 Mod. 5.
„Ouellet” należał do 31 okrętów typu Knox, które zostały dozbrojone między 1971 a 1975 rokiem w ośmioprowadnicową kontenerową wyrzutnię Mk 25 BPDMS pocisków przeciwlotniczych bliskiego zasięgu RIM-7 Sea Sparrow na rufie. Zasięg pocisków wynosił do 18,5 km. Można było używać pocisków do wersji RIM-7G. Między 1982 a 1988 rokiem wyrzutnia Sea Sparrow została jednak zdemontowana i zastąpiona przez zestaw artyleryjski obrony bezpośredniej Phalanx CIWS, z działkiem sześciolufowym kalibru 20 mm i integralnym radarem.
Wyposażenie lotnicze fregat typu Knox początkowo stanowiły bezzałogowe śmigłowce do zwalczania okrętów podwodnych QH-50 DASH, lecz okazały się nieudane. Po modernizacji, począwszy od 1973 roku używane były na nich pojedyncze śmigłowce do zwalczania okrętów podwodnych SH-2F Seasprite LAMPS, przenoszące radar, detektor anomalii magnetycznych, boje sonarowe i dwie lekkie torpedy. Do Tajlandii, pomimo planów przekazania śmigłowców SH-2F i SH-2G, fregaty przekazane zostały bez śmigłowców i używane były na nich śmigłowce transportowe Bell 212, uzbrojone jedynie w karabiny maszynowe M60. 
W przeciwieństwie do większości jednostek, „Ouellet” nie otrzymał w służbie sonaru SQS-35.

## Służba

### US Navy
USS „Ouellet” wszedł do służby w marynarce USA 12 grudnia 1970 roku. Pierwszym dowódcą był kmdr por. (Comdr.) Albert L. Henry. Początkowo służył głównie na Pacyfiku, a 1 lutego 1973 roku został okrętem flagowym nowo odtworzonej III Floty. Podczas obchodów jubileuszu 200-lecia Marynarki USA „Ouellet” pełnił rolę okrętu flagowego dowódcy Floty Pacyfiku (CinCPacFlt). Pod koniec lat 70. służył na zachodnim Pacyfiku i Oceanie Indyjskim.
W latach 1988–1990 wspierał Straż Wybrzeża Stanów Zjednoczonych w działaniach przeciwko przemytnikom narkotyków. W czerwcu 1991 roku zaczął pełnić funkcję okrętu szkolnego US Naval Academy i między innymi złożył następnie wizyty w Kanadzie i na Alasce. Ostatni rejs operacyjny odbył między 25 marca a 24 lipca 1992 roku, ćwicząc z okrętami australijskimi.
„Ouellet” został wycofany ze służby w US Navy 6 sierpnia 1993 roku.

### Tajlandia

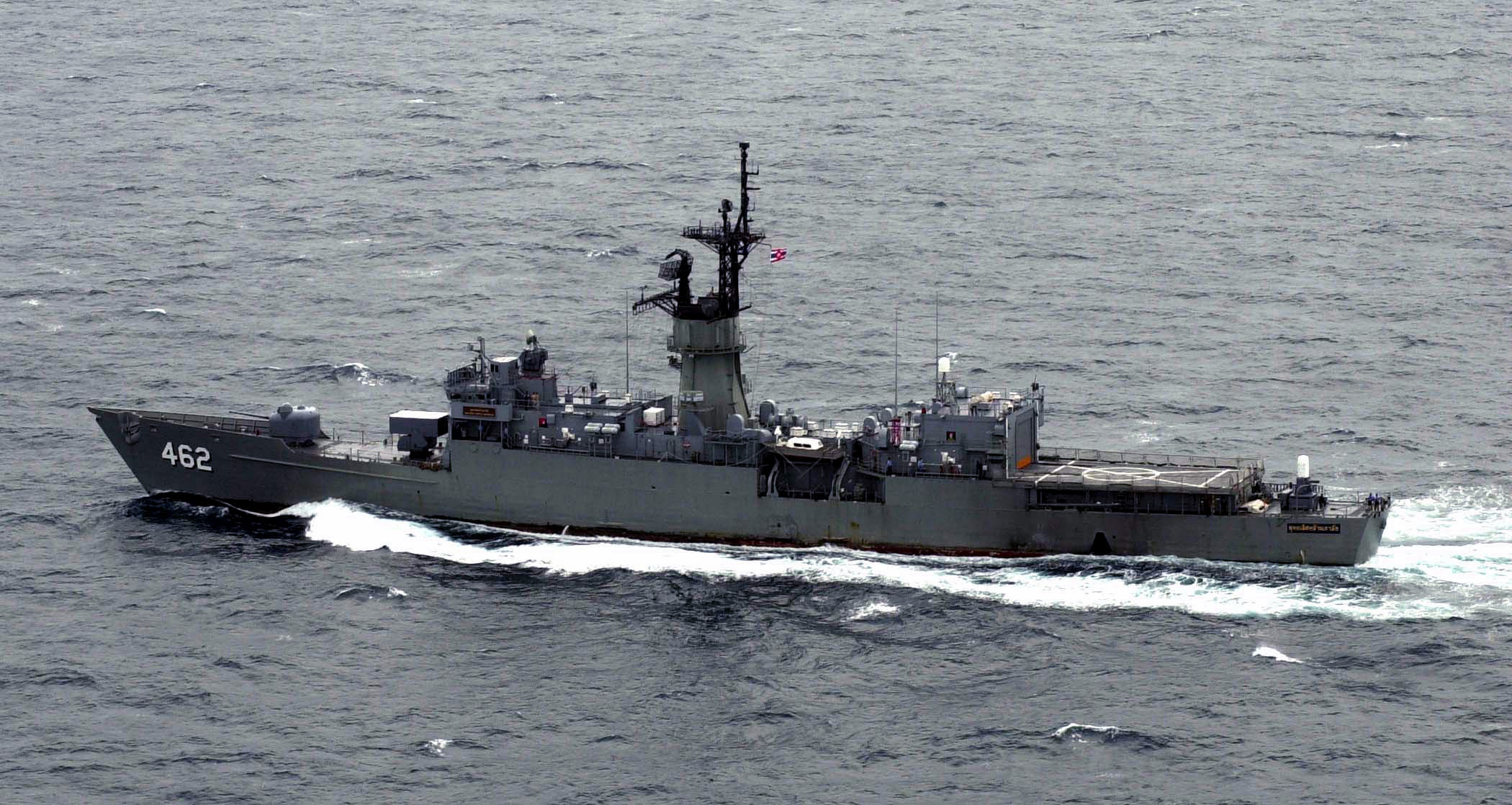
„Phuttaloetla Naphalai” w 2001

„Ouellet” był drugą z fregat typu Knox wydzierżawionych na podstawie umowy przez USA Tajlandii (pierwszą był „Truett” (FF-1095), wydzierżawiony 30 lipca 1994 roku). „Ouellet” został przekazany 27 listopada 1996 roku, a do Tajlandii przybył dopiero w listopadzie 1998 roku. Otrzymał nazwę: „Phutthaloetla Naphalai” (taj. เรือหลวงพุทธเลิศหล้านภาลัย), od imienia króla Buddha Loetla Nabhalai (spotykane jest kilka wariantów transkrypcji nazwy). Fregata nosiła numer burtowy: 462.
Okręt został wycofany ze służby w 2017 roku.